# Ankistrodon
Ankistrodon là một chi Archosauriformes tuyệt chủng sống vào thời kỳ Trias sớm tại thành hệ Panchet ở Ấn Độ. Ban đầu được cho là một chi khủng long theropoda, nay nó được xác định là thuộc họ Proterosuchidae.